# 848 (numero)
Ottocentoquarantotto (848) è il numero naturale dopo l'847 e prima dell'849.

## Proprietà matematiche
- È un numero pari.
- È un numero composto con 10 divisori: 1, 2, 4, 8, 16, 53, 106, 212, 424, 848. Poiché la somma dei suoi divisori (escluso il numero stesso) è 826 < 848, è un numero difettivo.
- È un numero congruente.
- È un numero intoccabile.
- È un numero malvagio.
- È un numero palindromo  e un numero ondulante nel sistema numerico decimale e nel sistema posizionale a base 18 (2B2).
- È parte delle terne pitagoriche  (448, 720, 848), (636, 848, 1060), (848, 1590, 1802), (848, 2745, 2873), (848, 3339, 3445), (848, 5586, 5650), (848, 11220, 11252), (848, 22464, 22480), (848, 44940, 44948), (848, 89886, 89890), (848, 179775, 179777).

## Astronomia
- 848 Inna è un asteroide della fascia principale del sistema solare.
- NGC 848 è un galassia spirale della costellazione della Balena.

## Astronautica
- Cosmos 848 è un satellite artificiale russo.